# Walter Grünzweig
Walter Grünzweig (geb. 1956 in Graz, Österreich) ist ein österreichisch-deutscher Literatur- und Kulturwissenschaftler und Ars-legendi-Preisträger.

## Wissenschaftliche Karriere
Nach dem Abschuss des Bachelor of Arts in English am Honors Tutorial College der Ohio University im Jahr 1977, wo er bei James R. Thompson und Robert DeMott studierte, erhielt er seinen Magister in Anglistik, Amerikanistik und Germanistik an der Karl-Franzens-Universität Graz. Er promovierte in Graz 1984 bei Jürgen Peper mit einer Dissertation über den österreichisch-amerikanischen Schriftsteller Charles Sealsfield (Karl Postl). Mit seiner Habilitation zur Rezeption Walt Whitmans in den deutschsprachigen Literaturen und Kulturen erhielt er die Venia „Amerikanistik in Verbindung mit Vergleichender Literaturwissenschaft“ an der Karl-Franzens-Universität Graz.
1992 wurde er auf eine Professur für Nordamerikastudien an die Technische Universität Dresden berufen; seit 1994 ist er Professor für amerikanische Literatur und Kultur an der Universität Dortmund (seit 2007 Technische Universität Dortmund). 2008–2011 war er Prorektor Studium an der TU Dortmund; seit 2015 ist er Vorsitzender der Bildungskommission der Stadt Dortmund.

## Stipendien, Gastprofessuren und Auszeichnungen
Grünzweig ist dreifacher Fulbright-Stipendiat, DAAD- und Alexander-von-Humboldt-Stipendiat sowie Stipendiat des American Council of Learned Societies. Er war Gastdozent sowie Gast- bzw. Vertretungsprofessor an den Universitäten in Klagenfurt, Maribor, Dakar, Leipzig, Berlin (Humboldt), Trieste, Iowa, Rom und Izmir und ist Adjunct Professor an der University of Pennsylvania und der State University of New York at Binghamton. Er erhielt mehrere Rufe an Universitäten in Deutschland, Österreich und den Vereinigten Staaten.
2010 erhielt er den Ars-Legendi-Preis für exzellente Hochschullehre des Stifterverbands für die Deutsche Wissenschaft und der deutschen Hochschulrektorenkonferenz für das Modell des „Intercultural Classroom“, einem Modell gemeinsamen Lernens und Forschens von Studierenden verschiedener Herkunftskulturen mit komparatistischen und interkulturellen Fragestellungen, das an der Dortmunder Amerikanistik kooperativ entwickelt wurde.

## Forschung und Lehre
Grünzweig ist entschiedener Verfechter der Interdependenz von Forschung und Lehre, die für ihn im Sinne Martin Bubers dialogisch sind. Dies schließt studentische Forschung auf allen Ebenen ein. Seine Schwerpunkte liegen auf der US-amerikanischen Literatur des 19. Jahrhunderts, den transatlantischen Literatur- und Kulturbeziehungen (u. a. Rezeption, Exil, Migration) und dem internationalen Bildungsaustausch. Daneben arbeitet er auch, vor allem komparatistisch, zur deutschsprachigen Literatur. Zu den von ihm behandelten US-amerikanischen Autoren zählen Charles Sealsfield, Walt Whitman, Ralph Waldo Emerson, Upton Sinclair, John Updike und Norman Mailer. Eine Reihe von Forschungsprojekten führte zu persönlicher Kooperation mit Autoren und Politikern, darunter Carl Djerassi, Allan Ginsberg, Veit Heinichen, Peter Henisch und George McGovern.